# Live in San Diego
Live in San Diego je koncertní album anglického hudebníka Erica Claptona. Vydáno bylo 30. září roku 2016 prostřednictvím vydavatelství Reprise Records. Na jeho produkci se spolu s Claptonem podílel Simon Climie. Záznam pochází z 15. března 2007, kdy byl nahrál při vystoupení v iPayOne Center v kalifornském San Diegu. Uprostřed alba se nachází pět písní nahraných se speciálním hostem JJ Calem (ten je rovněž autorem všech pěti písní). Závěrečnou píseň s Claptonem zahrál jako host Robert Cray.

## Seznam skladeb
1. „Tell the Truth“ (Eric Clapton, Bobby Whitlock)
2. „Key to the Highway“ (Charlie Segar)
3. „Got to Get Better in a Little While“ (Eric Clapton)
4. „Little Wing“ (Jimi Hendrix)
5. „Anyday“ (Eric Clapton, Bobby Whitlock)
6. „Anyway the Wind Blows"“ (JJ Cale)
7. „After Midnight“ (JJ Cale)
8. „Who Am I Telling You?“ (JJ Cale)
9. „Don't Cry Sister“ (JJ Cale)
10. „Cocaine“ (JJ Cale)
11. „Motherless Children“ (Blind Willie Johnson)
12. „Little Queen of Spades“ (Robert Johnson)
13. „Further On up the Road“ (Don Robey, Joe Medwick Veasey)
14. „Wonderful Tonight“ (Eric Clapton)
15. „Layla“ (Eric Clapton, Jim Gordon)
16. „Crossroads“ (Robert Johnson)

## Obsazení
- Eric Clapton – kytara, zpěv
- JJ Cale – kytara, zpěv
- Robert Cray – kytara, zpěv
- Doyle Bramhall II – kytara, doprovodné vokály
- Derek Trucks – kytara
- Willie Weeks – baskytara
- Steve Jordan – bicí
- Chris Stainton – klávesy
- Tim Carmon – klávesy
- Michelle John – doprovodné vokály
- Sharon White – doprovodné vokály